# Сорванов, Виктор Владимирович
Виктор Владимирович Сорванов (род. 22 января 1959) — советский футболист, нападающий.
Начал заниматься футболом в «Нефтянике» Омск, тренер Иван Васильевич Герасимов. Всю карьеру провёл во второй лиге в составе провел в составе «Иртыша», за 13 сезонов (1976—1988) сыграл 346 матчей, забил 86 голов.
Участник VIII Спартакиады народов РСФСР в составе команды Омской области (1982).